# Przegrupowanie Curtiusa
Przegrupowanie Curtiusa (Reakcja Curtiusa lub Degradacja Curtiusa), po raz pierwszy zdefiniowana przez Theodora Curtiusa, jest to reakcja chemiczna, w której azydki acylowe ulegają przegrupowaniu do izocyjanianów.
Izocyjaniany mogą zostać wyłapane przez różne nukleofile. Często dodaje się wody w celu zhydrolizowania izocyjanianu do aminy.
Reakcja ta w obecności tert-butanolu generuje grupę blokującą aminy - Boc - szeroko stosowaną w syntezie organicznej. W reakcji tej tworzy się uretan 5.
Azydki takie 3 można łatwo otrzymać z kwasów karboksylowych 1 przy użyciu azydku difenylofosforylu 2.

## Mechanizm reakcji
Pierwszym etapem przegrupowania Curtiusa jest odłączenie cząsteczki azotu w postaci gazowej z utworzeniem acylowego nitrenu 2.
Jednocześnie, utworzony nitren przegrupowuje się od razu do odpowiedniego izocyjanianu (3) przez migrację grupy alkilowej R na atom azotu.

## Zastosowanie
W odmianie zwanej degradacja Darapsky'ego przegrupowanie Curtiusa zachodzi na etapie przejścia z α-cyjanoestru do aminokwasu.